# Miomantis annulipes
Miomantis annulipes es una especie de mantis de la familia Mantidae.

## Distribución geográfica
Se encuentra en Tanzania  y en Uganda.